# سیلوا کوشچینا
سیلوا کوشچینا (ایتالیایی: Sylva Koscina؛ ‏ ۲۲ اوت ۱۹۳۳ – ۲۶ دسامبر ۱۹۹۴) بازیگر اهل ایتالیا بود.
از فیلم‌هایی که وی در آن نقش داشته است، می‌توان به من، من، من… و دیگران، این و آن، برهنه می‌بینم، مرد سال، ارتباط ایتالیایی، خوش به‌حال پولداران، عاشقان یکشنبه، صلیبیون توانا، بسیار لذت‌بخش، کاملاً مرده، عشق و ازدواج، نبرد برای رم، آس، ریمینی ریمینی، خوشی من، خوشی توست و جان سپردن اشاره کرد.
علت مرگ وی ابتلا به سرطان سینه عنوان شده است.